# Szymon Wierzbicki
Szymon Wierzbicki (ur. 21 marca 1992 w Poznaniu) – polski żeglarz, olimpijczyk z Paryża (2024), dwukrotny wicemistrz Europy w klasie 49er (2018, 2023).

## Życiorys
Jest zawodnikiem AZS Poznań.
Od 2015 startuje razem z Dominikiem Buksakiem. Na mistrzostwach świata w klasie 49er zajmował miejsca: 2017– 22. miejsce, 2019 – 25. miejsce, 2021 – 5. miejsce, 2022 – 10. miejsce, 2024 – 21. miejsce, na mistrzostwach Europy w klasie 49er zajmował miejsca: 2016 –- 41. miejsce, 2017 – 5. miejsce, 2018 – 2. miejsce, 2019 – 27. miejsce, 2020 – 11. miejsce, 2021 – 12. miejsce, 2022 – 20. miejsce, 2023 – 2. miejsce, 2024 – 10. miejsce. Na mistrzostwach świata w żeglarstwie w 2018 zajął 23. miejsce, na mistrzostwach świata w żeglarstwie w 2023 – 10. miejsce. Podczas igrzysk olimpijskich w Paryżu (2024) zajął 5. miejsce.